# Hossingen
Hossingen ist ein Stadtteil von Meßstetten im Zollernalbkreis in Baden-Württemberg. Der Ort liegt auf der Schwäbischen Alb nordwestlich von Meßstetten.

## Geschichte
Keramikfunde deuten auf eine spätkeltische Ansiedlung in Bereich der Albrechtstraße hin.
Hossingen, das zur Scherragrafschaft und später zur Grafschaft Hohenberg gehörte, wurde 1347 an Heinrich von Tierberg verkauft. 1370 kam die Herrschaft Meßstetten an die Wildentierberger Linie. Durch die Heirat einer Wildentierberger Tochter Anna von der Wildentierberg mit Conrad von Hölnstein kam die Herrschaft Meßstetten an diesen. 1418 verkauft Konrad von Hölstein Tieringen, Meßstetten und Hossingen, behält aber sein Haus mit Hofreite in Tieringen.
Unter Württemberg wurde das Dorf vom Amt Balingen verwaltet. 1477 werden fünf Herdstätten mit Mannen und ein lediger Knecht beurkundet. Laut der Musterungsliste ab dem Jahre 1521 obliegt den Hossinger Milizsoldaten die Sicherung der Burg Hossingen nach Unterdigisheim.
Hossinger Bauern waren am Bauernkrieg beteiligt.
In Hossingen verübte eine Gruppe von 20 Reitern 1647 aus Konstanz einen Überfall und führte den Vogt sowie elf Pferde und Fohlen weg.
Ab 1806 gehörte das dem Oberamt Balingen unterstellte Hossingen zum neu errichteten Königreich Württemberg und ab 1919 zum gleichnamigen Volksstaat.
1907 werden im Gemeindebrief Heimatklänge Namenslisten alteingesessener Familien aus den Kirchbüchern des Jahres 1583 veröffentlicht. In Hossingen sind alteingesessene Familien schon im Anfang in den Kirchenbüchern 1525, zum Teil noch früher genannt: Eppler, Göhring 1600, Kiesinger 1604, Roth 1650, Bodmer Kanton Zürich 1654, Scherle 1760, Merz 1784, Narr 1807, Mundle 1825, Strölin 1825.
Hossingen kam 1934 zum Kreis Balingen, ab 1938 Landkreis Balingen.
Am 1. September 1971 wurde Hossingen nach Meßstetten eingemeindet.

## Die Kapellen und Friedhöfe

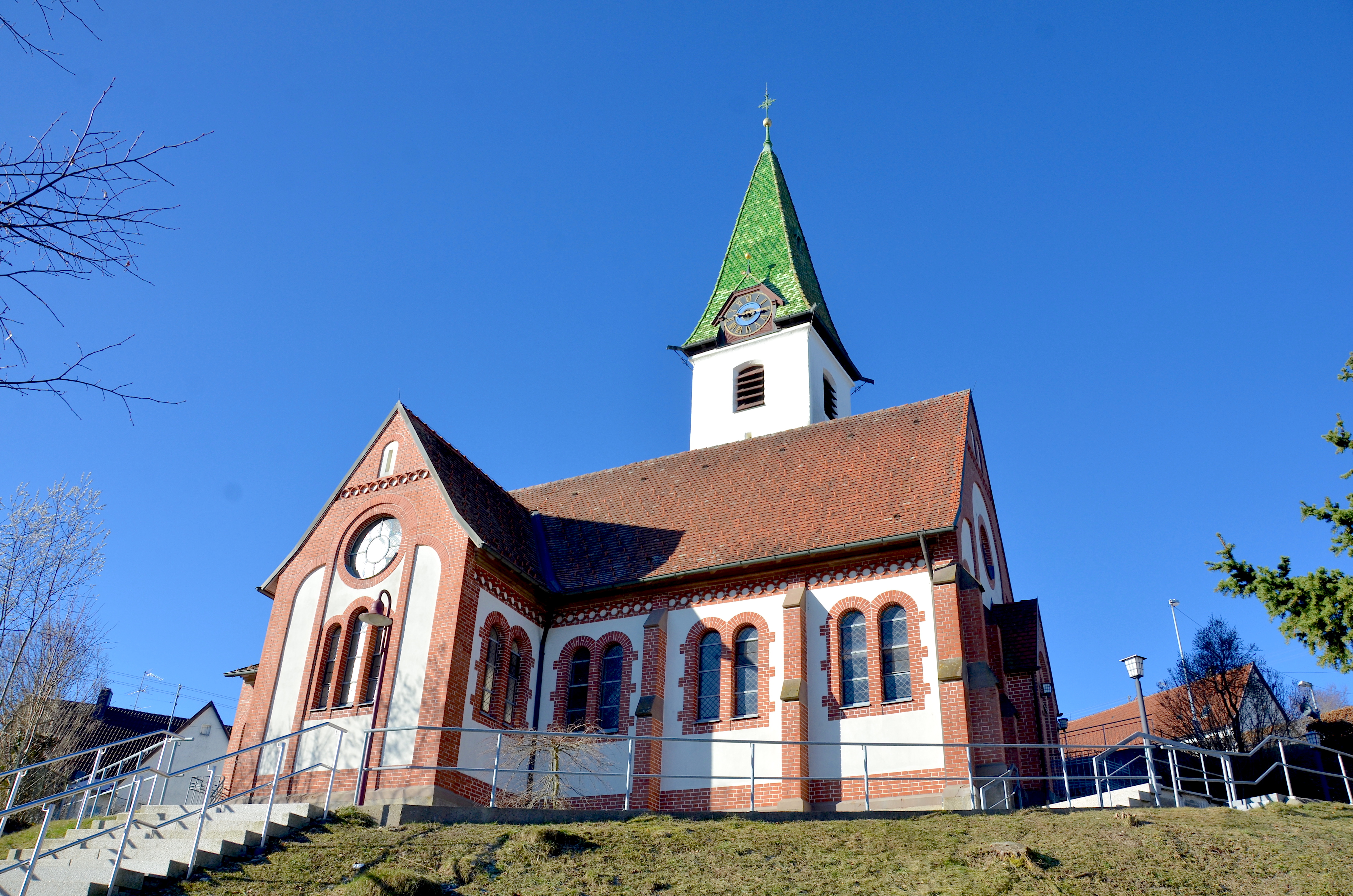
Evangelische Nikolauskirche

Die Burgkapelle gehörte wie die 1404 erstmals erwähnte Hossinger St. Nikolauskapelle bis zur Reformation zur Ebinger Martinskirche. Dort befand sich längere Zeit der Friedhof für Hossingen. Alle Einwohner, Manns- und Weibspersonen, Junge und Alte, zu Hossingen gehören von alters her tot und lebendig in die Pfarrei Ebingen. Doch werden sie jetzt 1564 von einem Pfarrer zu Meßstetten versehen.
Die Sargträger umrundeten laut Alb-Guide Helmut Meng Hossingen und wählten wahrscheinlich den im Originalzustand erhalten Siebenkreuzlesweg (48° 12′ 13,9″ N, 9° 1′ 12,52″ O).
Seitdem beim Ebinger Kreuz eine römische Siedlung entdeckt wurde, wird ein römischer Ursprung der Rinnen nicht mehr ausgeschlossen.
Albguide Helmut Meng: vermutet einen von den in der Gegend Wüstgläubigen genannten Reformatoren zerstörten Stationenweg auf dem Weg der Toten der Kirchspielgemeinden Heinstetten und Hossingen zum Ebinger Friedhof. Stationenwege mit sieben Stationen sind durchaus üblich. Ein Abzweig führt in einer Kurve zu einer Sandgrube in Richtung Meßstetten. In diesem Abzweig wurden 2016 weitere Ausgrabungen vorgenommen. Gefunden wurde eine Doppelspur mit 1,05 Metern Spurweite. Die Ortsgruppe Ebingen des Schwäbischen Albvereins führt derzeit (2015) wissenschaftliche Forschungsarbeiten durch.
Es wurden in Hossingen alte Grabfelder gefunden:
- Gräber Bohl TK 25 7819, r. 3494230, h. 5339200. Die Fundstelle liegt 75 m nordwestlich der Kirche am Westrand des Ortskernes. Nach einem Bericht samt Karte von 1891 wurden dort zu einem unbekannten Zeitpunkt „sehr alte Skelette … aber bis jetzt keinerlei Inlagen“ aufgedeckt. Hof aus dem fortgeschrittenen 7. Jahrhundert.
- Gräber Ob der Gasse TK 25 7819, r. 3494250, h. 5339410. Die Fundstelle liegt etwa 200 m nördlich des alten Ortskerns an einem Südwesthang.

Im Jahre 1957 wurden Gräber aus der Merowingerzeit aufgedeckt. Weitere Gräber sollen seinerzeit noch unberührt im Boden gelegen haben. Aufgrund des topografischen Lagebezugs zum alten Ortskern wird es sich bei diesen Gräbern am ehesten um das merowingerzeitliche Ortsgräberfeld handeln. 1275 wirkte Heinrich von Tieringen als Pfarrer. 1360 stiften die Tierberger eine Jahrzeit in der Kirche St. Lamprecht zu Meßstetten, in deren Krypta etliche Tierberger begraben sind. Aus dem Jahr 1337 ist eine der umstrittenen religiösen Urkunden, ein Ablassbrief aus Avignon erhalten: Wer am Altarpatronizium in der Wolfgangskapelle auf dem benachbarten Burg Altentierberg teilnimmt, dem soll laut Bischof Paulus Fluginens ein 40-tägiger Ablass der Sünden zuteilwerden. Lichtmess 1535 wurde die Reformation in Württemberg eingeführt. Der für Hossingen zuständige Pfarrer Magister Johann Tierberger weigerte sich zunächst seine Pfarrei aufzugeben, die ihm sein Halbbruder Hans Konrad von Tierberg, der Patronatsinhaber der Ebinger Martinskirche verliehen hatte. Hans Tierberger war ein unehelicher Sohn von Melchior von Tierberg. Hans Tierberger hatte 1494 in Freiburg zu studieren begonnen und wechselte dann nach Tübingen über, wo er 1500 den Magistergrad erlangte. Da die Tierberger am alten Glauben festhielten, wollte Herzog Ulrich den Pfarrer nicht länger dulden. 1554 erfolgt ein Tausch: Die Herzöge werden Patronatsherren, traten dagegen das Patronat der Frohnstetter Kirche ab.

## Sprache
In Hossingen wird ein schwäbischer Ortsdialekt des Oberdeutschen gesprochen.
Die seltenen auf den Felsköpfen neben dem Hochalbpfad wachsenden Küchenschellen werden im örtlichen Dialekt Hosenglocka genannt, es gibt ein Vorkommen von etwa 50 Blüten auf dem Triebfels bei Hossingen.
Im Hochdeutschen wäre die Übertragung Hossenglocke = Hirtenglocke, vergleichbar Nachthosser = Nachthirte.
Weitere Blumennamen sind Schlüsselblumen Baddenga, Hanf Sohmboringer Reiste und Hanuf und der Wundklee  Katzendapen.

## Wirtschaft
Im 20. Jahrhundert wurde Hossingen von der Textilindustrie dominiert. Bedingt durch den Strukturwandel in der Branche ist ein Großteil der Arbeitsplätze in diesem Bereich weggefallen.
Trotz der Höhenlage verfügte die Landwirtschaft in Hossingen Ende des 19. Jahrhunderts über eine eigene Baumschule und zahlreiche hochstämmige Obstbäume.

## Kultur

### Heimatlied
Johannes Strölin hat ein Heimatlied gedichtet. Die Zeichnung mit der Handschrift ist im Hossinger Heimatmuseum archiviert. Melodie: Wohl ist die Welt so groß und weit.

### Freizeit und Sport
Hossingen verfügt über mehrere Vereine:
- Der TSV Hossingen ist vor allem für die Handballabteilung bekannt.[31]
- Der Schwäbische Albverein e. V., Ortsgruppe Hossingen, unterhält in Hossingen ein Heimatmuseum und mehrere  kostenlose, unbewirtschafte Schutzhütten und Grillplätze.[32]

### Sagen

#### Der Geist vom Gräbelesberg
Auf dem Gräbelesberg begegnet den Leuten ein Geist mit dem Kopf unter dem Arm.

#### Der Spuk an der Hossinger Leiter
Bei der Hossinger Leiter am Lauterbach geht ein Geist mit den Leuten bis zum Ort. Der Mann soll vor vielen Jahren sein Weib in der Säge totgeschlagen haben.

#### Muislochhöhle
In der Muislochhöhle wohnte ein Mann mit dem Spitznamen Mui. Ohne es zu wollen, verriet ihn seine Frau, die von den Landjägern beobachtet wurde, als sie ihm abends einen Korb mit Essen brachte. In der Gegend ist jedoch belegt, dass Waren bis 1835 für Händler über die von Landjägern bewachten Zollgrenzen geschmuggelt wurden; Ausgangspunkt und Warenlager des nächtlichen Schmuggels und Diebstahls sollen Höhlen gewesen sein. Kaffeeschmuggler Haux wurde am 21. Juli 1831 im Pfaffental von einer Kugel des Meßstetter Landjägers getroffen und starb. Lange Zeit war der Kaffee wegen der hohen Steuern das Schmuggelgut Nummer eins. Kein Zollbeamter konnte es wagen, einen Sarg zu öffnen, in dem ein Cholera- oder Pockentoter lag. Ungezählte Menǵen von Schmuggelkaffee passierten auf diese makabere Weise die Zollgrenzen. Es gab Schneider, die sich auf Kleidung spezialisiert hatten, mit der man ohne großes Risiko Zollware transportieren konnte. Äußerlich schien es ein Buckliger oder Hinkender mit Klumpfuß zu sein. Aber schon um die nächste Ecke entpuppte sich der Buckel oder die Behinderung als geschickt getarntes Versteck. In der Steige nach Ebingen gab es eine zu umgehende österreichische Zollstation im Hohenberger Forst. Bibeln sowie Gesang- und Gebetbücher wurden über schmale Pfade in entlegenste Gebiete geschmuggelt.
1698 wurde knapp eine Tonne Stahlmasseln geschmuggelt. 1750 kaufte der Eselmüller von der Winterlinger Bannmühle 130 Scheffel Dinkel aus Meßstetten und Hossingen auf und ließ ihn über die Grenze in die Schweiz schmuggeln. Da auch aus Hechingen 1000 Scheffel aufgekauft und geschmuggelt wurden, kam es zu einem Kornmangel.

#### Schuhmacher
Vor langer Zeit wurde ein Schuhmacher aus Hossingen vom Gericht der Herrschaft angeklagt. Seine Hinrichtung schien unabwendbar. Man einigte sich auf ein Gottesurteil in Form eines einseitigen Ordals. Der angeklagte Schuhmacher hatte auf dem Schuhmacherfels in schwindelerregender Höhe über dem Abgrund ein paar Schuhe anzufertigen. Dabei durfte er nichts vom abgezählten Material verlieren. Die tadellos gefertigten Schuhe und die Tatsache, dass er nicht abstürzte, wurde damals vor Gericht als Beweis seiner Unschuld angesehen. Während in den amtlichen Karten bei einer Felsnadel bei der Muislochhöhle der Name Schuhmacherfels eingetragen ist, soll das Ordal laut mündlicher Überlieferung auf der rechten Talseite bei der Hossinger Leiter stattgefunden haben.

#### Des Schimmelreiters heimliche Liebschaften
Eine alte Sage berichtet von dem Schimmelreiter, der sich mit seiner Geliebten heimlich beim Weichenwang trifft. Manchmal in stürmischen Herbstnächten soll nämlich auf dem alten Schloss Burtel bei Hossingen, von dem noch wenige Reste vorhanden sind, ein Schimmelreiter sichtbar werden, der gegen den Weichenwang (Heiligenwang) herüber reite. Heute steht auf dem Weichenwang in Meßstetten eine Radaranlage der Bundeswehr. Das Gelände ist nicht mehr zugänglich. Bei den Liebespaar handelt es sich um eine standesgemäße Beziehung zwischen einem edlen Ritter und der Tochter des Hossinger Burgherrn. Ihre Wohnorte sollen die Burgen Hossingen und Tierberg sein. Emil Schweizer bindet 1898 die bekannte Version dieser Sage in seinen Artikel aus den Balinger Bergen ein.

#### Stadt Wangen
Sagenhafte Erinnerungen weiß man von abgegangenen Orten.
Eine Stadt Wangen sei zwischen Hossingen und Meßstetten verschwunden.
Der 1477 genannt Ort Neu-Wangenhausen (Nüwenghausen) konnte bisher keinem anderen Ort im Oberamt zugeordnet werden. Beim Bau einer Kandel (Wassergraben) fand der Meßstetter Pfarrer Oetinger einen Bronzekessel und Scherben im Aushub. Unter höhnischem Gelächter der Bauarbeiter sicherte er die Funde und gab sie zur Auswertung in fachkundige Hände. Das Gebiet wurde um 1850 öfters von Raubgrabungen heimgesucht. Alfred Ludwig Oetinger (von 1856 bis 1868 Pfarrer in Meßstetten und Hossingen) ließ zunächst auf eigene Rechnung, später auf Rechnung der Staatssammlung vaterländischer Alterthümer umfangreiche Grabungen durchführen. Der Zufallsfund wurde durch systematische Nachgrabungen ergänzt. Die umfangreichen Funde von Grabbeigaben deuten auf eine frühe Besiedlung im Bereich Wangen unterhalb des Weichenwangs hin. Im Jahre 1869 war eine exakte zeitliche Zuordnung der Funde technisch noch nicht möglich, deshalb wurden in der damaligen Zeit die zu den Gräbern gehörenden Siedlungen sehr groß angenommen. Ein Grab mit kunstvoll bearbeiteten Holzteilen wurden damals, passend zu Sage, der Oberschicht einer nach kurzer Nutzung zerstörten keltischen Stadt zugeordnet.
2019 berichtet Christoph Morrissey im Heimatbuch: Unbekannt ist bisher noch die zu den Gräbern bei Hossingen (Gewann Wangen) gehörende Siedlung.
Heute werden die bedeutendsten Grabfunde der Hallstattzeit in Wangen wie folgt beschrieben: Über mehrere Generationen hinweg scheinen hier sozial hochstehende Menschen bestattet worden sein. Die Gräber der einfachen Bevölkerung darf man in einfachen Grabgruben vermuten. Die späten Kelten haben ihre Toten nicht mehr bestattet, sondern lapidar gesagt-in die Bäume gehängt, vielleicht auf Totenbetten platziert. Wir sprechen dann von Himmelsbestattungen. Derzeit finden auf dem benachbarten Lochen Grabungen statt. Gerhard Bersu erkannte 1923 eine kontinuierliche Abfolge von der Bronze- in die Eisenzeit, eine Stratigraphie.
Martin Bartelheim und Marc Heise sind 2024 erfolgreich: Neben Keramik, Spinnwirbel und Fragmenten von Glasperlen fanden sie zahlreiche Fibeln. Bis 2025 wird an verschiedenen Stellen des Plateaus das archäologische Potential überprüft und eine gültige chronologische Entwicklung herausgearbeit. Das wird zum einen durch die Analyse des Fundmaterials (Keramik- und Metallfunde) erreicht, sowie durch naturwissenschaftliche Datierungen an organischen Materialien wie zum Beispiel Knochen. Ermöglicht werden die Untersuchungen durch die Unterstützung der Gemeinde, des Regierungspräsidiums sowie des Schwäbischen Albvereins.

## Verkehr

### Straße
Hossingen liegt an der K 7143.

### ÖPNV
Der öffentliche Nahverkehr wird durch den Verkehrsverbund Neckar-Alb-Donau (NALDO) mit Zubringerbussen zur Zollernalbbahn gewährleistet.

### Wander- und Radwege

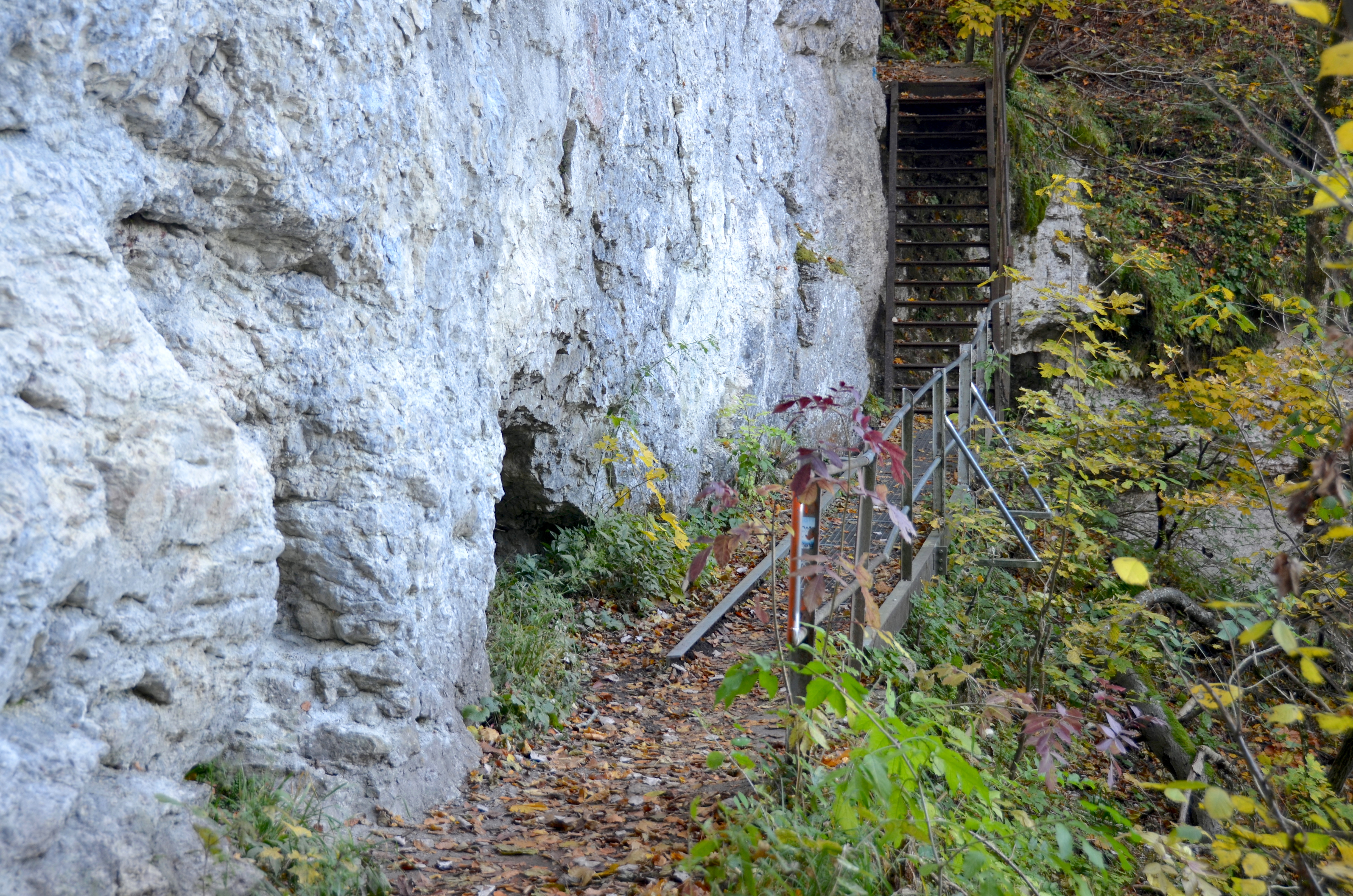
Historischer Fußweg Hossinger Leiter

Hossingen besitzt ein ausgedehntes Wanderwegenetz, das vom Schwäbischen Albverein angelegt wurde. Der Schwäbische-Alb-Nordrand-Weg sowie Rundwanderwege und Radwege sind ausgeschildert. Der Premiumwanderweg Hossinger Hochalb startet im Dorf. Bereits 1896 wurden siebentägige Wanderungen in Kombination mit Bahnfahrten beworben. Heute werden die Wanderparkplätze Heimatmuseum (48° 11′ 26,97″ N, 8° 55′ 21,17″ O) Heimberg, Gräbelesberg (48° 12′ 5,76″ N, 8° 55′ 2,44″ O), Oberbuch (48° 11′ 27,34″ N, 8° 56′ 41,86″ O) und Burg Hossingen (48° 11′ 2,26″ N, 8° 55′ 12,84″ O) auch mit dem Auto angefahren.
Julius Wais beschreibt im Jahre 1901 die Aussicht vom Gräbelesberg wie folgt: „Der Blick in die Umgebung hat etwas hochgebirgsmäßiges.“ „Alpine“ Wanderpfade führen zur Muislochhöhe (48° 11′ 52,49″ N, 8° 56′ 8,23″ O), Aussichtspunkt Schuhmacherfels (48° 11′ 46,7″ N, 8° 55′ 54,23″ O), Muisloch und rechts von der Hossinger Leiter zum Lauterbachbrunen (48° 11′ 41,87″ N, 8° 55′ 43,43″ O). Dabei handelt es sich um den ungesicherten mittelalterlichen Pfad der Hossinger Leiter vor dem Bau der Stahlbrücken.
Ab 1940 nutzte die privat einquartierte Enziandivision die Schießbahnen im Truppenübungsplatz. Da das Gelände für Gebirgstruppen zu flach ist, wurden 1940/41 schmale Pfade zum Trauf in Hossingen ausgebaut, um die Tragtiere an die Höhe zu gewöhnen. Ein 1,7 Kilometer langer Zug aus Tragtieren war täglich mit verlasteten Geschützen unterwegs. Ausgehend von diesen Pfaden wurden Wanderwege beschildert und beworben.
Bekannt ist die Hossinger Leiter, ein historischer Fußweg von Hossingen zum Bahnhof Lautlingen. Die kürzeste Verbindung von Oberdigisheim und Hossingen zur Zollernalbbahn wurde früher von zahlreichen Bahnpendlern täglich genutzt. Als Besonderheit ist zu vermerken, dass der Aufstieg von Lautlingen her mit Hilfe zweier Leitern überwunden wurde, seit 1900 Stufentreppen. Heute ist die Hossinger Leiter ein Wanderweg mit Schutzhütte und Grillplatz.

### Spitznamen
Am 21. Mai 1901 schrieb Lehrgehilfe Keppler aus Meßstetten über den Nachbarort: „Die Hossinger sind Schmalzköpfe, die Oberdigisheimer werden Maufanger (Mondf.) und Zoddler ? genannt.“
Andreas Schmauder erforschte Meßstetten im hohen und späten Mittelalter und berichtet über Hossingen: Der Pfarrei Ebingen wurde gezehnt, die auch den Kleinzehnt bezog, für diesen jedoch seit Ausgang des Mittelalters 18 Maß Schmalz erhielt.

## Persönlichkeiten
- Friedrich Göhring (1876–1948), Publizist und Politiker.
- Friederich Wilhelm Wendel (1908–1993), Künstler[57][58]
- Pascal Bodmer  (1991), Sportsoldat und Skispringer